# Ovidiu Hoban
Pour les articles homonymes, voir Hoban.
Ovidiu Ştefan Hoban, né le 27 décembre 1982 à Baia Mare, est un footballeur international roumain. Il joue au poste de milieu de terrain défensif.

## Biographie
Il reçoit sa première sélection en équipe de Roumanie le 4 juin 2013, lors d'un match amical contre l'équipe de Trinité-et-Tobago (4-0).
Il joue 6 matchs en Ligue Europa avec le club du Gaz Metan et 12 matchs dans cette même compétition avec l'équipe de Petrolul Ploiești.

## Palmarès

### Petrolul Ploiești
- Vainqueur de la Coupe de Roumanie en 2013

### Hapoël Beer-Sheva
- Champion d'Israël en 2016 et 2017
- Vainqueur de la Supercoupe d'Israël en 2016
- Vainqueur de la Coupe de la Ligue israélienne en 2017
- Finaliste de la Coupe d'Israël en 2015

### CFR Cluj
- Champion de Roumanie en 2018, 2019, 2020 et 2021
- Vainqueur de la Supercoupe de Roumanie en 2018 et 2020.